# Convento de Santa Brígida (Valladolid)
El convento de Santa Brígida es un antiguo convento situado en el centro de Valladolid, España, declarado bien de interés cultural junto al palacio del Licenciado Butrón adyacente en 1991.

## Descripción

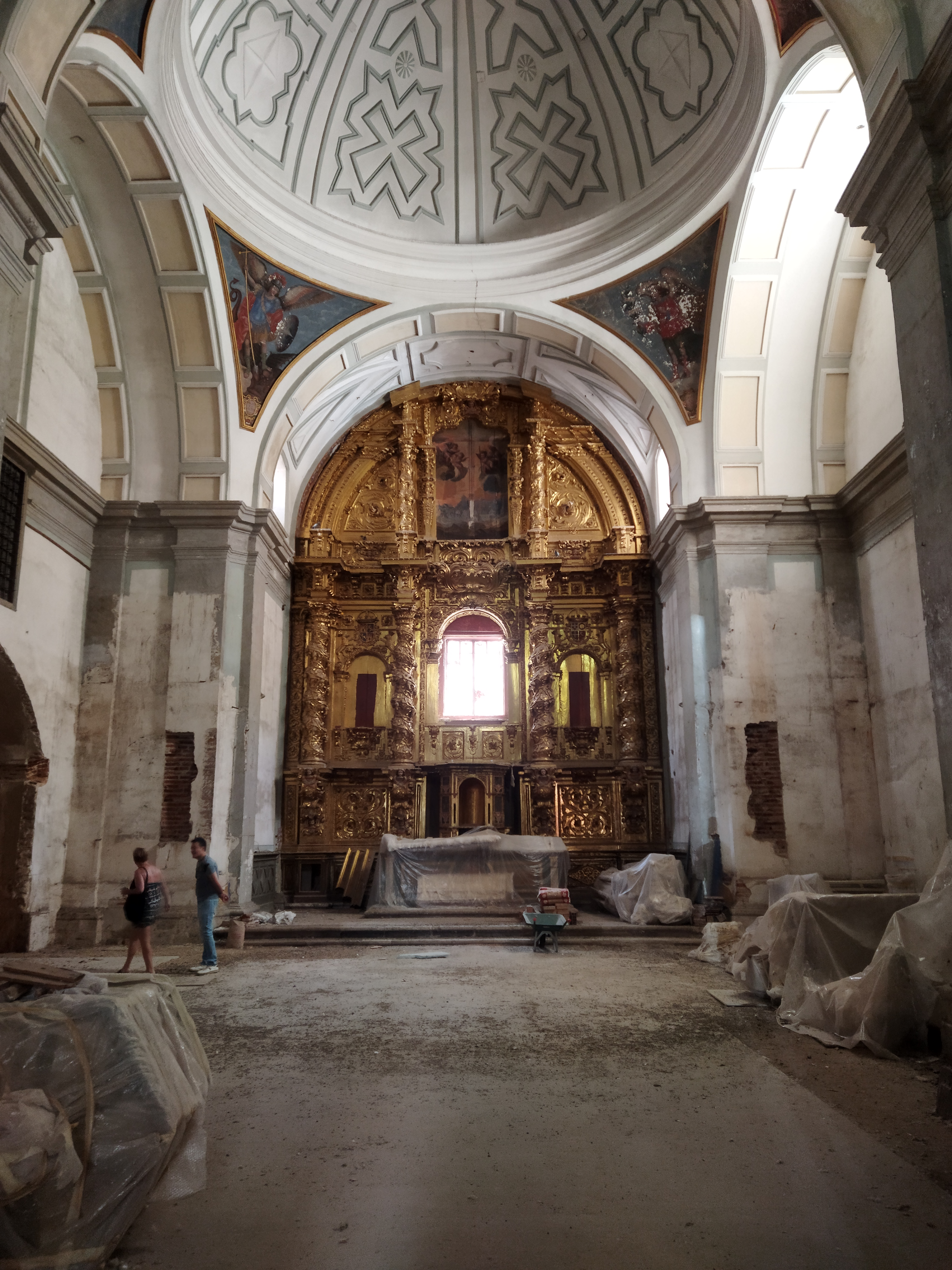
Interior de la iglesia del Convento en 2024

Conjunto palaciego y conventual que tiene su origen en la unión de las casonas del Marqués de Villena y del Licenciado Butrón, que adquiere su configuración actual en el siglo XVI. En el siglo XVII fue ocupado por las monjas de Nuestra Señora de La Brígida, y se construyó la iglesia, que posteriormente fue reconstruida por Manuel Izquierdo (1690-1696). El conjunto se abandonó en 1978. La iglesia ha sido desacralizada y permanece, junto con las dependencias adyacentes, sin uso. Se trata de un templo de una sola nave, con fachada de ladrillo rematada en un frontón y dos torreones laterales, con una composición clasicista.